# Borneovisseltrast
Borneovisseltrast (Myophonus borneensis) är en fågel i familjen flugsnappare inom ordningen tättingar.

## Utseende och läte
Borneovisseltrast är en 25-26 trastliknande fågel. Hanen är mestadels blåsvart, med blått band i pannan, brunsvarta vingar och en liten matt blå skulderfläck. Undertill har den blåaktig glans på strupe och bröst, medan den är mörkbrun på nedre delen av undersidan. Näbb och ben är svarta. Honan är jämnt svartbrun, med en lilablå fläck på skuldran som dock ofta är dold. Bland lätena hörs en behaglig utdragen men svårlokalerisad vissling som kontaktläte, men även ett skri likt en krita som dras på en tavla och en ljus ringande vissling som ett mynt som släpps på en hård yta.

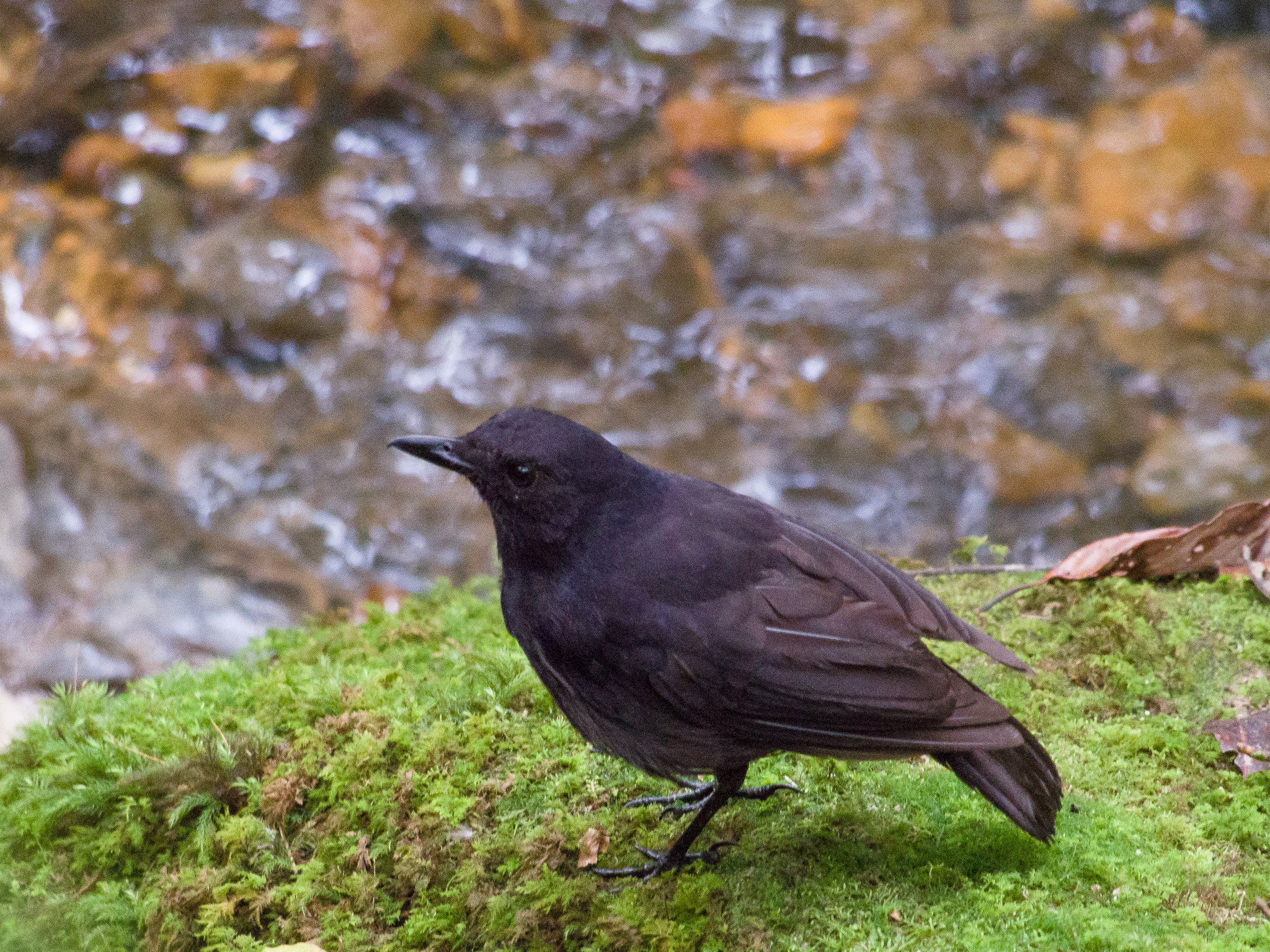

## Utbredning och systematik
Fågeln förekommer bergstrakter på Borneo, från Mount Kinabalu österut till Mount Menyapa och söderut till Mount Tegora. Den behandlas ibland som underart till Myophonus glaucinus.

### Familjetillhörighet
Släktet placerades tidigare med trastar i Turdidae, men DNA-studier visar att arterna är trastlika flugsnappare närmast blåpannad visseltrast (Cinclidium frontale), klyvstjärtar och Tarsiger.

## Levnadssätt
Fågeln hittas på marken och nedre skikten av bergsskogar, vanligen utmed klippiga strömmande vattendrag, framför allt nära stora klippblock och ofta i mörka raviner. Den påträffas oftast mellan 1000 och 2200 meters höjd, men kan ses ner till havsnivån i vissa områden och på Mount Kinabalu upp till 2750 meter. Födan består av ryggradslösa djur och små ryggradsdjur som daggmaskar, syrsor, skalbaggar, sniglar, gråsuggor och grodor, men även bär.

### Häckning
Borneovisseltrasten har konstaterats häcka mellan januari och februari samt i april, men en fågel i häckningstillstånd har även noterats i november. Boet placeras i en klippskreva på ett högt klippblock eller mellan stenbumlingar, vanligen intill rinnande vatten. Däri lägger den två gräddfärgade ägg med rödaktiga fläckar.

## Status och hot
Arten har ett stort utbredningsområde, men tros minska i antal, dock inte tillräckligt kraftigt för att den ska betraktas som hotad. Internationella naturvårdsunionen IUCN listar därför arten som livskraftig (LC).